# Pairie d'Angleterre
La pairie d'Angleterre (Peerage of England) rassemble tous les titres de pairies (peerage titles) créés dans le royaume d'Angleterre avant son Union avec l'Écosse en 1707.

## Histoire
La pairie d'Angleterre rassemblait les membres de la Chambre des lords du parlement anglais. En 1707, les royaumes d'Angleterre et d'Écosse furent réunis dans le royaume de Grande-Bretagne. Les pairs d'Angleterre intégrèrent la Chambre des lords du nouveau parlement de Grande-Bretagne, puis en 1801, celle du parlement du Royaume-Uni. En 1999, la « Loi de la Chambre des lords » (House of Lords Act 1999), retira aux pairs d'Angleterre leur droit de siéger, à l'exception du duc de Norfolk comme comte-maréchal et du marquis de Cholmondeley comme lord-grand-chambellan.
Les différents titres de la pairie d'Angleterre sont duc ou duchesse pour une femme (duke et duchess), marquis ou marquise pour une femme (marquess et marchioness), comte ou comtesse pour une femme (earl et countess), vicomte ou vicomtesse pour une femme (viscount et viscountess), baron ou baronne pour une femme (baron et baroness). Quelques-uns des anciens titres de barons peuvent passer, à l'inverse de la majorité des titres, à des femmes. Toutefois, toutes les filles ayant droit égal à la succession, les titres tombent en indivision (abeyance) entre les différents cohéritiers.

### Duc(Duke)
| Titres                | Création          | Titulaire (« Sa Grâce »)                                              | Devise                        | Monarque      | Blason |
| --------------------- | ----------------- | --------------------------------------------------------------------- | ----------------------------- | ------------- | ------ |
| - Duc de Beaufort     | 2 décembre 1682   | Lord Henry Somerset, 12e Duc de Beaufort né le 22 mai 1952            | « MUTARE VEL TIMERE SPERNO »  | Charles II    |        |
| - Duc de Bedford      | 11 mai 1694       | Lord Andrew Russell, 15e Duc de Bedford né le 30 mars 1962            | « CHE SERA SERA »             | Guillaume III |        |
| - Duc de Devonshire   | 12 mai 1694       | Lord Peregrine Cavendish, 12e Duc de Devonshire né le 27 avril 1944   | « CAVENDO TUTUS »             | Guillaume III |        |
| - Duc de Grafton      | 11 septembre 1675 | Lord Henry FitzRoy, 12e Duc de Grafton né le 6 avril 1978             | « ET DECUS ET PRETIUM RECTI » | Charles II    |        |
| - Duc de Marlborough  | 8 décembre 1702   | Lord James Churchill, 12e Duc de Marlborough né le 5 novembre 1955    | « FIEL PERO DESDICHADO »      | Anne          |        |
| - Duc de Norfolk      | 29 septembre 1397 | Lord Edward Fitzalan-Howard, 18e Duc de Norfolk né le 2 décembre 1956 | « SOLA VIRTUS INVICTAS »      | Richard II    |        |
| - Duc de Richmond     | 09 août 1675      | Lord Charles Gordon-Lennox, 11e Duc de Richmond né le 8 janvier 1955  | « AVANT DARNLIE »             | Charles II    |        |
| - Duc de Rutland      | 29 mars 1703      | Lord David Manners, 11e Duc de Richmond né le 8 mai 1959              | « POUR Y PARVENIR »           | Anne          |        |
| - Duc de Saint-Albans | 10 janvier 1684   | Lord Murray Beauclerk, 14e Duc de Saint-Albans né le 19 janvier 1939  | « AUSPICIUM MELIORIS AEVI »   | Charles II    |        |
| - Duc de Somerset     | 28 août 1443      | Lord John Seymour, 19e Duc de Somerset né le 30 décembre 1952         | « FOY POUR DEVOIR »           | Henri VI      |        |

### Marquis(Marquess)
| Titres                  | Création        | Titulaire (« Le Plus Honorable »)                                             | Devise                       | Monarque      | Blason |
| ----------------------- | --------------- | ----------------------------------------------------------------------------- | ---------------------------- | ------------- | ------ |
| - Marquis de Blandford  | 8 décembre 1702 | Lord George Spencer-Churchill, 13e Marquis de Blandford né le 28 juillet 1992 | « FIEL PERO DESDICHADO »     | Anne          |        |
| - Marquis de Granby     | 29 mars 1703    | Lord Charles Manners, 12e Marquis de Granby né le 3 juillet 1999              | « POUR Y PARVENIR »          | Anne          |        |
| - Marquis de Hartington | 12 mai 1694     | Lord Peregrine Cavendish, 13e Marquis de Hartington né le 27 avril 1944       | « CAVENDO TUTUS »            | Guillaume III |        |
| - Marquis de Tavistock  | 11 mai 1694     | Lord Robin Russell, 16e Marquis de Tavistock né le 7 juin 2005                | « CHE SERA SERA »            | Guillaume III |        |
| - Marquis de Winchester | 12 octobre 1551 | Lord Nigel Paulet, 18e Marquis de Winchester né le 23 décembre 1941           | « AIMEZ LOYAULTE »           | Édouard VI    |        |
| - Marquis de Worcester  | 2 décembre 1682 | Lord Henry Somerset, 12e Duc de Beaufort né le 20 janvier 1989                | « MUTARE VEL TIMERE SPERNO » | Charles II    |        |

### Comte(Earl)
| Titres               | Création         | Titulaire (« Le Très Honorable »)                               | Devise                        | Monarque      | Blason |
| -------------------- | ---------------- | --------------------------------------------------------------- | ----------------------------- | ------------- | ------ |
| - Comte d'Abingdon   | 30 novembre 1682 | Lord Richard Bertie, 14e Comte d'Abingdon né le 28 juin 1931    | « LOYALTÉ ME OBLIGE »         | Charles II    |        |
| - Comte d'Albemarle  | 10 février 1697  | Lord Rufus Keppel, 10e Comte d'Albemarle né le 16 juillet 1965  | « NE CEDE MALIS »             | Guillaume III |        |
| - Comte de Bedford   | 19 janvier 1550  | Lord Andrew Russell, 15e Comte de Bedford né le 30 mars 1962    | « CHE SERA SERA »             | Édouard VI    |        |
| - Comte de Berkshire | 7 février 1626   | Lord Michael Howard, 14e Comte de Berkshire né le 27 mars 1935  | « NOUS MAINTIENDRONS »        | Charles Ier   |        |
| - Comte de Cardigan  | 20 avril 1661    | Lord David Brudenell, 15e Comte de Cardigan né le 31 mars 1926  | « THINK AND THANK »           | Charles II    |        |
| - Comte de Carlisle  | 30 avril 1661    | Lord George Howard, 13e Comte de Carlisle né le 15 février 1949 | « VOLO NON VALEO »            | Charles II    |        |
| - Comte de Sandwich  | 12 juillet 1660  | Lord John Montagu, 11e Comte de Sandwich né le 11 avril 1943    | « POST TOT NAUFRAGIA PORTUM » | Élisabeth Ier |        |

### Vicomte(Viscount)
| Titres                   | Création         | Titulaire (« Le Très Honorable »)                                          | Devise                            | Monarque      | Blason |
| ------------------------ | ---------------- | -------------------------------------------------------------------------- | --------------------------------- | ------------- | ------ |
| - Vicomte Andover        | 10 février 1697  | Lord Michael Howard, 14e Vicomte Andover né le 12 mai 1941                 | « NOUS MAINTIENDRONS »            | Charles Ier   |        |
| - Vicomte Bury           | 10 février 1697  | Lord Rufus Keppel, 10e Vicomte Bury né le 14 juillet 1979                  | « NE CEDE MALIS »                 | Charles II    |        |
| - Vicomte Cranborne      | 20 août 1604     | Lord Robert Gascoyne-Cecil, 13e Vicomte Cranborne né le 11 juillet 2003    | « SEO SED SERIO »                 | Jacques VI    |        |
| - Vicomte Deerhurst      | 26 avril 1697    | Lord George Coventry, 13e Vicomte Deerhurst né le 12 mars 2004             | « CANDIDE ET CONSTANTER »         | Charles II    |        |
| - Vicomte Feilding       | 30 décembre 1620 | Lord Peregrine Feilding,, 13e Vicomte Feilding né le 23 mars 1995          | « VIRTUTIS PRAEMIUM HONO »        | Charles Ier   |        |
| - Vicomte Hereford       | 2 février 1550   | Lord Robin Devereux, 19e Vicomte Hereford né le 11 août 1975               | « VIRTUTIS COMES INVIDIA »        | Édouard VI    |        |
| - Vicomte Hinchingbrooke | 12 juillet 1660  | Lord Luke Montagu, 12e Vicomte Hinchingbrooke né le 5 décembre 1969        | « POST TOT NAUFRAGIA PORTUM »     | Charles II    |        |
| - Vicomte Howard         | 30 janvier 1661  | Lord George Howard, 13e Vicomte Howard né le 15 février 1949               | « VOLO NON VALEO »                | Charles II    |        |
| - Vicomte Ipswich        | 16 août 1672     | Lord Henry FitzRoy, 14e Vicomte Ipswich né le 6 avril 1978                 | « ET DECUS ET PRETIUM RECTI »     | Charles II    |        |
| - Vicomte Lumley         | 10 avril 1689    | Lord Richard Lumley, 13e Vicomte Lumley né le 18 mai 1973                  | « MURUS AENEUS CONSCIENTIA SANA » | Guillaume III |        |
| - Vicomte Malden         | 20 avril 1661    | Lord Paul Capell, 11e Vicomte Malden né le                                 | « FIDE ET FORTITUDINE »           | Charles II    |        |
| - Vicomte Malpas         | 29 décembre 1706 | Lord David Cholmondeley, 11e Vicomte Malpas né le                          | « CASSIS TUTISSIMA VIRTUS »       | Guillaume III |        |
| - Vicomte Mandeville     | 19 décembre 1620 | Lord Alexander Montagu, 17e Vicomte Mandeville né le                       | « DISPONENDO ME, NON MUTANDO ME » | Charles Ier   |        |
| - Vicomte Townshend      | 29 décembre 1682 | Lord Charles Townshend, 12e Vicomte Townshend né le 26 septembre 1945      | « HAEC GENERI INCREMENTA FIDES »  | Guillaume III |        |
| - Vicomte Villiers       | 20 mars 1691     | Lord William Child-Villiers, 11e Vicomte Villiers né le 1er septembre 2015 | « FIDEI COTICULA CRUX »           | Guillaume III |        |
| - Vicomte Weymouth       | 11 décembre 1682 | Lord John Thynn, 13e Vicomte Weymouth né le 26 octobre 2014                | « J'AY BONNE CAUSE »              | Guillaume III |        |
| - Vicomte Woodstock      | 20 mars 1689     | Lord William Bentinck, 13e Vicomte Woodstock né le 19 mai 1984             | « CRAIGNEZ HONTE »                | Guillaume III |        |

### Baron(Baron)
| Titres                    | Création         | Titulaire (« Le Très Honorable »)                                              | Devise                     | Monarque    | Blason |
| ------------------------- | ---------------- | ------------------------------------------------------------------------------ | -------------------------- | ----------- | ------ |
| - Baron Clinton (en)      | 6 février 1298   | Lord Gerard Neville Mark Fane-Trefusis, 22e Baron Clinton né le 7 octobre 1934 | « TOUT VIENT DE DIEU »     | Édouard Ier |        |
| - Baron de Ros            | 24 décembre 1264 | Peter Maxwell, 27e Baron de Ros né le 23 décembre 1958                         | « CROM A BOO »             | Henri III   |        |
| - Baron FitzWalter        | 24 juin 1295     | Julian Brook Plumptre, 22e Baron FitzWalter né le 18 octobre 1952              | « JE GARDERAY »            | Édouard Ier |        |
| - Baron Hastings          | 23 juin 1295     | Delaval Astley, 23e Baron Hastings né le 25 avril 1960                         | « JUSTITIAE TENAX »        | Édouard Ier |        |
| - Baron le Despenser (en) | 24 juin 1295     | Evelyn Boscawen, 17e Baron le Despenser né le 13 mai 1955                      | « PATIENCE PASSE SCIENCE » | Édouard Ier |        |
| - Baron Hervey (en)       | 23 mars 1703     | Lord Frederick Hervey, 13e Baron Hervey né le 19 octobre 1979                  | « JE N'OUBLIERAY JAMAIS »  | Anne        |        |
| - Baron Guernsey (en)     | 15 mars 1703     | Lord Heneage Finch-Knightley, 13e Baron Guernsey né le 29 avril 1985           | « APERTO VIVERE VOTO »     |             |        |
| - Baron Barnard (en)      | 25 juillet 1698  | Lord Henry Vane, 12e Baron Barnard né le 11 mars 1959                          | « NEC TEMERE NEC TIMIDE »  |             |        |
| - Baron Ashford           | 10 février 1697  | Lord Rufus Keppel, 10e Baron Ashford né le 16 juillet 1965                     | « NE CEDE MALIS »          |             |        |

### Catégories connexes
- Catégorie:Titre de comte britannique
- Catégorie:Titre de marquis britannique
- Catégorie:Titre de duc britannique